# یواس‌ان‌اس پل (تی-ای‌اوئی-۱۰)
یواس‌ان‌اس پل (تی-ای‌اوئی-۱۰) (به انگلیسی: USNS Bridge (T-AOE-10)) یک کشتی است که طول آن ۷۵۴٫۶ فوت (۲۳۰٫۰ متر) می‌باشد. این کشتی در سال ۱۹۹۶ ساخته شد.